# William Joseph (filosof)
Horace William Brindley Joseph, född 28 september 1867 i Chatham, död 13 november 1943, var en brittisk filosof.
William Joseph var universitetslärare i Oxford 1891–1932. Han skrev bland annat An introduction to logic (1906, 2:a reviderade utgåvan 1916), som på ett förnämt sätt fullföljde de aristoteliska traditionen, vidare The labour theory of value in Karl Marx (1923). Some problems in ethics (1931) och Essays in ancient and modern philosophy (1935), alla utmärkta av kunskap och kritisk skärpa. Postumt utgavs bland annat Josephs föreläsningar om Platons Staten (1948) och om Gottfried Wilhelm Leibniz (1949). Joseph var en inflytelserik universitetspolitiker, som framför allt hade som riktpunkt att höja studiernas vetenskapliga nivå.